# Eruguera de Pohnpei
L'eruguera de Pohnpei (Edolisoma insperatum) és una espècie d'ocell de la família dels campefàgids (Campephagidae).

## Hàbitat i distribució
Habita les boscos, sabanes i manglars de les terres baixes de les illes Pohnpei i Yap, a les Illes Carolines.